# 奥里宗蒂纳
奥里宗蒂纳是巴西南大河州的一个市镇。总面积228.849平方公里，总人口19174人，人口密度80人/平方公里。